# 吉岡顕作
吉岡 顕作（よしおか けんさく、 1874年〈明治7年〉12月24日 - 1928年〈昭和3年〉6月26日）は、日本の陸軍軍人。最終階級は陸軍中将。

## 経歴
大分県出身。吉岡壮蔵の六男として生まれる。1896年（明治29年）5月、陸軍士官学校（7期）を卒業し、1897年（明治30年）5月、歩兵少尉に任官。1902年（明治35年）11月、陸軍大学校（16期）を首席卒業。歩兵少佐の時に、陸軍大学校兵学教官兼陸軍砲工学校教官を務めた。
1916年（大正5年）5月、歩兵大佐に昇進し、1917年（大正6年）4月、歩兵第61連隊長に就任。教育総監部第1課長、陸軍歩兵学校教育部長を経て、1920年（大正9年）8月10日、陸軍少将に昇進し、1921年（大正10年）4月、歩兵第10旅団長に発令されシベリア出兵に出征した。1923年（大正12年）8月、支那駐屯軍司令官に転じた。1925年（大正14年）5月1日、陸軍中将に任じられ参謀本部付となり、翌年の1926年（大正15年）3月22日に予備役となった。

## 栄典
位階
- 1920年（大正9年）9月10日 - 正五位[7]

外国勲章佩用允許
- 1910年（明治43年）10月8日
  - オーストリア＝ハンガリー帝国：フランソワジョゼフ勲章コマンド―ル[8]
  - オスマン帝国：メジジェ第三等勲章[8]
  - ルーマニア王国：クーロンヌドルーマニー勲章コマンド―ル[8]
  - セルビア王国：サンサヴァ―第三等勲章[8]
  - ブルガリア王国：武功第三等勲章[8]
  - オーストリア＝ハンガリー帝国：皇帝陛下即位六十年祝典記念章[8]

## 親族
- 妻 吉岡タズ（矢野目孫一陸軍中将の妹）[4]